# Ermitage Santa Maria del Cauto
L'ermitage Santa Maria del Cauto (italien : Eremo di Santa Maria del Cauto) est un ermitage catholique situé dans la commune de Morino, dans la Province de L'Aquila et la région des Abruzzes, en Italie.